# Charmosynopsis
Charmosynopsis är ett fågelsläkte i familjen östpapegojor inom ordningen papegojfåglar. Släktet omfattar endast två arter:
- Burulorikit (C. rubronotata)
- Felorikit (C. placentis)

Arterna placeras traditionellt i släktet Charmosyna. Genetiska studier visar dock att arterna i släktet inte står varandra närmast.